# Joe Cox
Ne doit pas être confondu avec Jo Cox.
Joe Cox (né le 7 janvier 1994 à Chelsea, dans l'état de Michigan aux États-Unis) est un joueur professionnel américain de hockey sur glace.

## Carrière en club
En 2011, il commence sa carrière avec les Lumberjacks de Muskegon dans la USHL. Il passe professionnel avec les Everblades de la Floride dans la Ligue américaine de hockey en 2016.

## Statistiques
| Saison    | Équipe                     | Ligue  |    | Saison régulière | Saison régulière | Saison régulière | Saison régulière | Saison régulière |   | Séries éliminatoires | Séries éliminatoires | Séries éliminatoires | Séries éliminatoires | Séries éliminatoires |
| Saison    | Équipe                     | Ligue  | PJ | B                | A                | Pts              | Pun              | PJ               | B | A                    | Pts                  | Pun                  |                      |                      |
| 2011-2012 | Lumberjacks de Muskegon    | USHL   | 57 | 6                | 14               | 20               | 33               | -                | - | -                    | -                    | -                    |                      |                      |
| 2012-2013 | Lumberjacks de Muskegon    | USHL   | 62 | 20               | 20               | 40               | 36               | -                | - | -                    | -                    | -                    |                      |                      |
| 2013-2014 | Spartans de Michigan State | Big-10 | 36 | 6                | 6                | 12               | 12               | -                | - | -                    | -                    | -                    |                      |                      |
| 2014-2015 | Spartans de Michigan State | Big-10 | 35 | 5                | 15               | 20               | 16               | -                | - | -                    | -                    | -                    |                      |                      |
| 2015-2016 | Spartans de Michigan State | Big-10 | 37 | 11               | 12               | 23               | 18               | -                | - | -                    | -                    | -                    |                      |                      |
| 2016-2017 | Spartans de Michigan State | Big-10 | 35 | 6                | 8                | 14               | 28               | -                | - | -                    | -                    | -                    |                      |                      |
| 2016-2017 | Everblades de la Floride   | ECHL   | 5  | 0                | 0                | 0                | 2                | -                | - | -                    | -                    | -                    |                      |                      |
| 2017-2018 | Everblades de la Floride   | ECHL   | 70 | 22               | 32               | 54               | 26               | 21               | 6 | 10                   | 16                   | 4                    |                      |                      |
| 2018-2019 | Everblades de la Floride   | ECHL   | 55 | 27               | 34               | 61               | 16               | 12               | 0 | 3                    | 3                    | 2                    |                      |                      |
| 2018-2019 | Rocket de Laval            | LAH    | 9  | 2                | 2                | 4                | 2                | -                | - | -                    | -                    | -                    |                      |                      |
| 2019-2020 | Rocket de Laval            | LAH    | 46 | 5                | 10               | 15               | 16               | -                | - | -                    | -                    | -                    |                      |                      |